# Los Angeles Convention Center

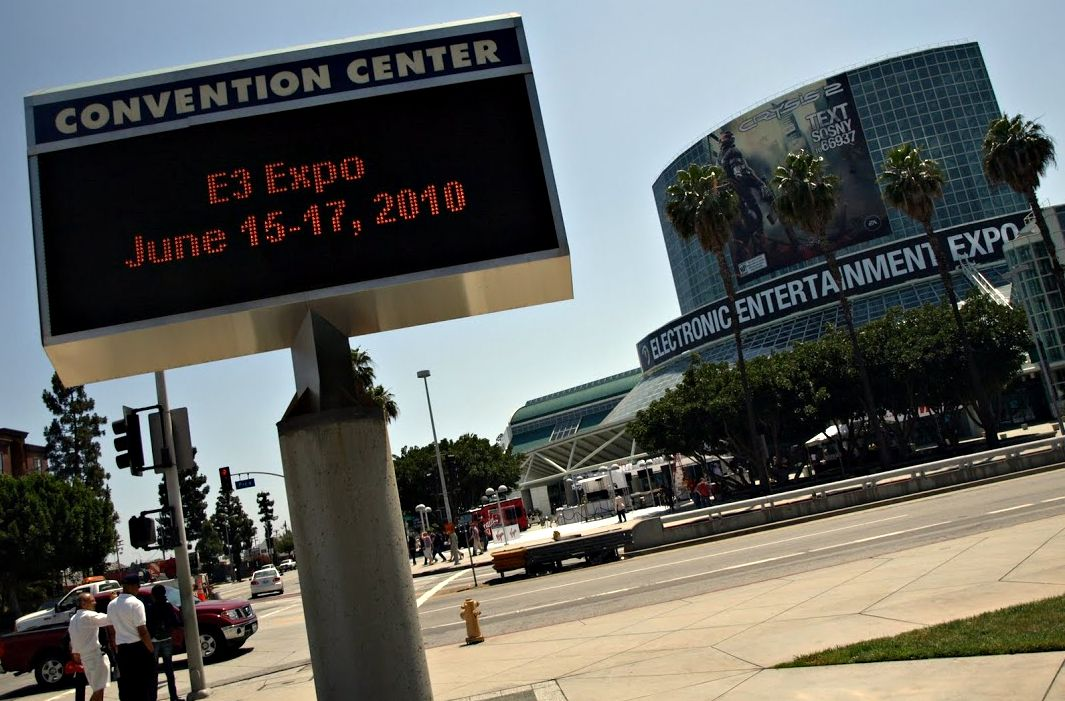
Entrada no Centro de Convençao, 2010.

O Los Angeles Convention Center (LACC) é um centro de convenções localizado em Los Angeles. É conhecido por sediar anualmente grandes eventos, como Greater Los Angeles Auto Show e Anime Expo, mas é mais conhecido por sediar o E3. Em 15 de Setembro de 2008, o Los Angeles Convention Center foi o primeiro centro de convenções dos Estados Unidos a receber o prêmio Leadership of Energy and Environmental Design for Existing Buildings (LEED-EB) dado pelo U.S. Green Building Council.